# ERS-418

Escudo da rodovia

A RS-418 é uma rodovia brasileira do estado do Rio Grande do Sul. Ela é asfaltada na parte de Santa Cruz do Sul/RS, com qualidade e conservação muito boa e com trechos bastentes sinuosos, característica local. A rodovia se localiza nos município de Santa Cruz do Sul/RS e Venâncio Aires/RS, região centro-oriental-rio-grandense, sendo o acesso destes centros urbanos para a vila-distrito de Monte Alverne [Monte Alverne] (3º distrito de Santa Cruz do Sul), com aproximadamente 10.000 habitantes e reduto da colonização germânica na região. A ERS-418 também serve como percurso para ir e vir aos distritos de São Martinho [São Martinho (Santa Cruz do Sul)] (4º de Santa Cruz do Sul), Alto Paredão (12º de Santa Cruz do Sul), Saraiva (5º de Santa Cruz do Sul), Deodoro (3º de Venâncio Aires) e Centro Linha Brasil (5º de Venâncio Aires). A ERS-418 é uma parte do acesso ao município de Boqueirão do Leão-RS [Boqueirão do Leão], após via estrada Linha São Martinho-Paredão, ainda não asfaltada. Pela direção e sentido que ela percorre, é considerada uma rodovia de ligação.